# Saint-Michel-sur-Meurthe
Saint-Michel-sur-Meurthe is een gemeente in het Franse departement Vosges in de regio Grand Est. De plaats maakt deel uit van het  arrondissement Saint-Dié-des-Vosges en sinds 22 maart 2015 van het kanton Saint-Dié-des-Vosges-1. Daarvoor viel de gemeente onder het op die dag opgeheven kanton Saint-Dié-des-Vosges-Ouest.

## Geografie
De oppervlakte van Saint-Michel-sur-Meurthe bedraagt 15,5 km², de bevolkingsdichtheid is 130,6 inwoners per km².

## Verkeer en vervoer
In de gemeente ligt spoorwegstation Saint-Michel-sur-Meurthe.
De onderstaande kaart toont de ligging van Saint-Michel-sur-Meurthe met de belangrijkste infrastructuur en aangrenzende gemeenten.

## Demografie
Onderstaande figuur toont het verloop van het inwonertal (bron: INSEE-tellingen).